# Station Combe (Oxfordshire)
Combe (Oxfordshire) is een spoorwegstation van National Rail in Combe, West Oxfordshire in Engeland. Het station is eigendom van Network Rail en wordt beheerd door Great Western Railway. Het station is geopend in 1935.

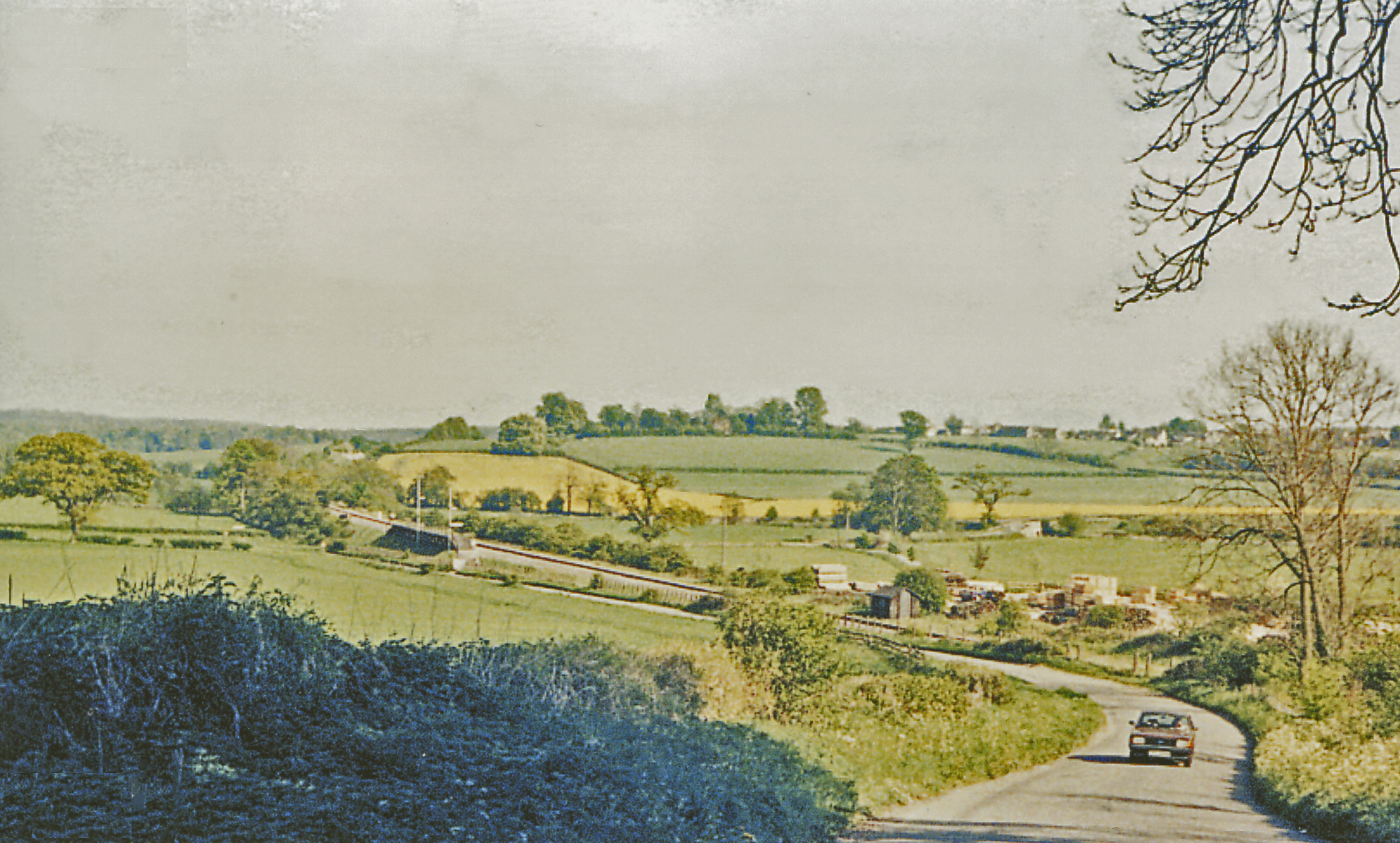
Landschap bij station Combe, 1987